# 수원 청련암 칠성도
수원 청련암 칠성도(水原 靑蓮庵 七星圖)는 대한민국 경기도 수원시 장안구 조원동, 청련암에 있는 조선시대의 칠성도이다. 2009년 5월 21일 경기도의 문화재자료 제150호로 지정되었다.

## 개요
칠성도의 화기를 보면 아미타후불도보다 4년 전에 그려진 작품이다. 불화를 그린 대허체훈과 봉법은 19세기 후반을 대표하는 불화승으로 이 불화는 설채법과 구도 등에서 19세기 후반의 화풍을 반영한 작품이다.

## 참고 자료
- 수원 청련암 칠성도 - 국가유산청 국가유산포털